# Elektronischer Rechtsverkehr (Deutschland)
Elektronischer Rechtsverkehr bezeichnet den sicheren, rechtlich wirksamen Austausch elektronischer Dokumente zwischen Unternehmen, Bürgern, Rechtsanwälten, Notaren, Gerichten und Behörden.
Voraussetzung ist der Einsatz technischer Systeme, die Sicherheit darüber geben, dass die Übermittlung unverändert und unverfälscht geschieht (Integrität), dass der angegebene Absender der tatsächliche ist (Authentizität) und kein Unbefugter vom Erklärungsinhalt Kenntnis erlangen kann (Vertraulichkeit).
Gewährleistet werden diese Garantien durch den Einsatz hierfür entwickelter, zur Nutzung durch Rechtsvorschriften des Bundes und der Länder vorgeschriebener Systeme mit Verschlüsselungstechnik. Die technischen Rahmenbedingungen des elektronischen Rechtsverkehrs macht die Bundesregierung aufgrund der Ermächtigung in § 5 der Elektronischer-Rechtsverkehr-Verordnung bekannt.
Soll die gesetzlich vorgeschriebene Schriftform durch die elektronische Form ersetzt werden, so muss der Aussteller der Erklärung dieser seinen Namen hinzufügen und das elektronische Dokument mit einer qualifizierten elektronischen Signatur versehen (§ 126a Abs. 1 BGB).

## Rechtsgrundlagen

### Signaturrecht
Um den in der Definition skizzierten Erfordernissen gerecht zu werden, bedarf es bis zur Entwicklung und Zulassung einfacherer sicherer Systeme, z. B. mit biometrischer Identifizierungstechnik, nach dem Gesetz einer qualifizierten elektronischen Signatur. In der Praxis werden die Erklärungen zusätzlich noch verschlüsselt.
Das Recht der elektronischen Signatur ist im Signaturgesetz (BGBl. I 1997, S. 1870, in der Fassung der Änderung BGBl. I 2001, S. 876) geregelt, das die Europäische Signatur-Richtlinie umsetzt. Das Signaturrecht kennt verschiedene Abstufungen von Signaturen: Die einfachste Form ist die elektronische Signatur. Sie liegt bereits dann vor, wenn etwa eine Unterschrift in ein Computerfax eingescannt wird oder sogar, wenn unter einer elektronischen Erklärung der Name eingetippt wird. Die einfache elektronische Signatur ist mit einer Unterschrift nicht gleichgestellt. Auch die sogenannte fortgeschrittene Signatur, die auf einem Zertifikat beruht, das von einem hierzu autorisierten Aussteller stammt, erfüllt die Anforderungen an elektronischen Rechtsverkehr nicht. Erst die qualifizierte elektronische Signatur reicht hierfür nach den gesetzlichen Vorschriften aus. Sie funktioniert vereinfacht nach folgendem Prinzip:

Dem Signaturinhaber wird ein individuelles Schlüsselpaar zugeordnet, bestehend aus einem öffentlichen und einem privaten Schlüssel. Der Empfänger vergewissert sich durch ein mathematisches Prüfsummenverfahren darüber, dass die Unterschrift vom Inhaber des korrelierenden Schlüssels erzeugt wurde und der Text unverändert geblieben ist. Der Inhaber des eingesetzten Schlüsselpaars und Aussteller des Dokuments ist allein durch die Signatur nicht zu erkennen. Dies ist die Aufgabe einer vertrauenswürdigen dritten Person, dem Aussteller der Signatur („Trust-Center“), der so genannte Zertifikate vergibt.
Eine qualifizierte elektronische Signatur liegt nach dem Gesetz vor, wenn die Signatur auf einem zum Zeitpunkt ihrer Erzeugung gültigen Zertifikat beruht und mit einer sicheren Signaturerstellungseinheit erzeugt wird (§ 2 Nr. 3 in Verbindung mit Nr. 2 Signaturgesetz). Ein Zertifikat von einem sogenannten Zertifizierungsdienstanbieter (Trust-Center) ermöglicht die Identifizierung des Unterzeichners, indem sie die Signatur einer Person zuordnet (§ 2 Nr. 9 Signaturgesetz). Qualifizierte elektronische Signaturen können nach geltendem Recht immer nur einer natürlichen Person als Signaturschlüsselinhaber zugeordnet werden. Es ist daher nicht möglich, eine elektronische Signatur einem Anwaltsbüro als solchem, einem Unternehmen, einer Behörden oder einer sonstigen Organisation zuzuordnen, was im praktischen Wirkbetrieb durchaus unpraktisch ist: Die Signatur ersetzt die eigenhändige Unterschrift einer natürlichen Person, nicht mehr und nicht weniger. Technisch ist die Zuordnung bestimmter weiterer Zusätze zum Namen (Attribute) möglich, die derzeit allerdings nur für die Notareigenschaft umgesetzt ist. Wünschenswert wäre die Schaffung von Attributen für Anwälte oder die Zugehörigkeit zu einer bestimmten, zu nennenden Justizbehörde oder gar einer Art „elektronischen Dienstsiegels“, das nur die Behörde identifiziert. Praktisch funktioniert das Signieren so: Der Anwender erhält eine Signaturkarte, die er zum Signieren in ein softwaregesteuertes Lesegerät einführen und mit der Eingabe einer persönlichen Identifizierungsnummer (PIN) aktivieren muss. Hierdurch werden die Identität des Signierenden und die Authentizität des Inhalts des Dokuments sichergestellt. Damit steht technisch und rechtlich ein Verfahren zur Verfügung, das der Gesetzgeber der Schriftform gleichstellt. § 126a BGB regelt die elektronische Form: Die gesetzlich vorgeschriebene Schriftform wird durch die elektronische Form rechtswirksam ersetzt, wenn der Aussteller der Erklärung seinen Namen hinzufügt und das elektronische Dokument mit einer qualifizierten elektronischen Signatur nach dem Signaturgesetz versehen hat. Bei der elektronischen Form handelt es sich mithin rechtlich um einen Sonderfall der Schriftform. Ihr Anwendungsbereich entspricht grundsätzlich dem der Schriftform.

### Verfahrensrecht
Der elektronische Rechtsverkehr mit den Gerichten und Staatsanwaltschaften in Deutschland ist grundsätzlich in den jeweiligen Verfahrensordnungen geregelt.
Da die Verfahrensordnungen bislang naturgemäß grundsätzlich von der Papierform ausgegangen sind, mussten sie geändert werden, um die Rahmenbedingungen für den elektronischen Rechtsverkehr zu schaffen. Erste Reformansätze wurden bereits mit dem Zustellreformgesetz (BGBl. I 2001, S. 1206), dem Formvorschriftenanpassungsgesetz (BGBl. I 2001, S. 1542) und dem 3. Verwaltungsverfahrensänderungsgesetz (BGBl. 2002, S. 3322). Die wesentlichen Änderungen erfolgten mit dem Justizkommunikationsgesetz (BGBl. I 2005, S. 837). Das Justizkommunikationsgesetz ist ein Artikelgesetz, das im Wesentlichen die Verfahrensordnungen im Detail ändert, um den elektronischen Rechtsverkehr und ausschließlich elektronische Aktenhaltung zu ermöglichen. Damit sind die Grundlagen für eine umfassende elektronische Aktenbearbeitung geschaffen worden. Da jede Verfahrensordnung Besonderheiten aufweist, reichte dem Gesetzgeber die Schaffung einer einzigen Generalklausel nicht aus: Die Verfahrensordnungen wurden einzeln konkret angepasst.
Für die Zivilgerichtsbarkeit ist zentrale Vorschrift § 130a ZPO, der bereits mit dem Formvorschriftenanpassungsgesetz eingefügt wurde.
§ 130a Abs. 1 ZPO lautet:
„Soweit für vorbereitende Schriftsätze und deren Anlagen, für Anträge und Erklärungen der Parteien sowie für Auskünfte, Aussagen, Gutachten und Erklärungen Dritter die Schriftform vorgesehen ist, genügt dieser Form die Aufzeichnung als elektronisches Dokument, wenn dieses für die Bearbeitung durch das Gericht geeignet ist. Die verantwortende Person soll das Dokument mit einer qualifizierten elektronischen Signatur nach dem Signaturgesetz versehen.“
Das Gesetz sieht damit als Regelfall für das elektronische Einreichen eines Antrags die qualifizierte elektronische Signatur vor. Allerdings handelt es sich nach der gesetzlichen Formulierung nur um eine sogenannte Sollvorschrift. „Soll“ bedeutet aber nicht „muss“, so dass die Frage entsteht, ob eine Klage nicht doch wirksam elektronisch eingereicht werden kann, ohne mit einer qualifizierten Signatur versehen worden zu sein. In Bundestagsdrucksache 14/4987, S. 13 heißt es ausdrücklich, dass das Erfordernis einer qualifizierten elektronischen Signatur nach dem Signaturgesetz in Anlehnung an § 130 Nr. 6 ZPO als Ordnungsvorschrift („soll“) ausgestaltet ist. Im Laufe des Gesetzgebungsverfahrens (im Bundesrat zu Protokoll gegebene Erklärung des Vermittlungsausschusses) wurde klargestellt, dass die Soll-Formulierung in § 130a Abs. 1 Satz 2 ZPO ebenso als Muss-Vorschrift auszulegen ist wie in § 130 Nr. 6 ZPO (so jetzt auch der BGH, Beschluss vom 14. Januar 2010, VII ZB 112/08). Nach ganz überwiegender Auffassung kann ohne „Unterschrift“ und somit ohne die qualifiziert elektronische Signatur kein wirksamer Antrag elektronisch gestellt werden. Allerdings ist für die Rechtspraxis der Gerichte und Justizbehörden zu beachten: Anträge ohne qualifizierte elektronische Signatur dürfen nicht von vornherein als unwirksam zurückgewiesen werden – die Entscheidung hierüber steht dem nach der Geschäftsverteilung im jeweiligen Verfahren zuständigen Richter oder Rechtspfleger zu. Dabei ist im Vorgriff auf die unten erfolgende Darstellung der Rechtsprechung davor zu warnen, Ausdrucke der fraglichen Dokumente in den Geschäftsgang zu geben und aktenmäßig zu behandeln: Es liegt dann zwar kein elektronischer Rechtsverkehr mehr vor, aber möglicherweise ein rechtsgültiges schriftliches Dokument. Der Anwaltschaft ist letztlich im Hinblick auf das Risiko der Fristversäumung und der Haftung von jedweden Experimenten abzuraten – das qualifiziert signierte elektronische Dokument, dort eingereicht, wo es zugelassen ist, hat eine hohe Zuverlässigkeitsgarantie und minimiert Übertragungsrisiken, zumal die Systeme automatisierte Eingangsbestätigungen erteilen.
Rechtstechnisch wird der elektronische Rechtsverkehr vom Bundesgesetzgeber in das Belieben der Länder gestellt: Das Justizkommunikationsgesetz erteilt gemeinsam mit den Regelungen zum elektronischen Rechtsverkehr jeweils eine auf den jeweiligen Zuständigkeitsbereich bezogene Verordnungsermächtigung für die Bundesregierung und die Länder, die auf die Justizminister delegiert werden kann. So enthält die grundlegende Vorschrift des § 130a Abs. 2 ZPO eine Verordnungsermächtigung an die Bundesregierung und die Landesregierungen, für ihren Bereich den Zeitpunkt zu bestimmen, von dem an elektronische Dokumente bei den Gerichten eingereicht werden können, sowie die für die Bearbeitung der Dokumente geeignete Form. Dabei kann die Zulassung der elektronischen Form auf einzelne Gerichte oder Verfahren beschränkt werden. Der elektronische Rechtsverkehr kann mithin flexibel, an die technischen Möglichkeiten und die praktischen Erfordernisse angepasst eingeführt werden. Diese Konzession an die Justizpolitik – mehr ist es nicht, denn die Technik steht seit geraumer Zeit zur Nutzung zur Verfügung – hat sich letztlich als Hemmschuh für den Durchbruch des elektronischen Rechtsverkehrs erwiesen: Die Länder haben, wie der nächste Abschnitt erweisen wird, bislang nur recht zögerlich von den rechtlichen Möglichkeiten Gebrauch gemacht.
Die Zulassung der elektronischen Übermittlung eines Antrags schließt die Anlagen zu Anträgen ein, die ebenfalls in elektronischer Form übermittelt werden können. Dazu werden sie, so sie nicht ohnehin elektronisch erstellt sind, vom Anwalt eingescannt und elektronisch übermittelt. Bei elektronischer Übermittlung von Anträgen müssen keine Abschriften nachgereicht werden (§ 133 Abs. 1 Satz 2 ZPO). Falls eine Zustellung in Papierform erfolgt, was derzeit noch der Regelfall sein dürfte, erstellt das Gericht die Abschriften, um dem Einreichenden einen finanziellen Anreiz für die elektronische Einreichung zu geben – er erspart Aufwand und Kosten. Für die Justiz ist dies in den Fällen problematisch, in denen eine Vielzahl von Verfahrensbeteiligten vorhanden ist. Für Verfahren nach dem Kapitalanleger-Musterverfahrensgesetz bei dem Oberlandesgericht Frankfurt hat das Land Hessen elektronische Einreichung vorgeschrieben (§ 1 Satz 2 der VO über den elektronischen Rechtsverkehr bei hessischen Gerichten und Staatsanwaltschaften, GVBl. 2007, S. 699), um die Kläger der beim Landgericht verbliebenen Verfahren gerade nicht auf dem Papierwege über den Verlauf des Musterverfahrens unterrichten zu müssen. Sie erhalten den Zugangscode zu einer eigens für das Musterverfahren eingerichteten Homepage im Internet, von der sie die jeweils aktuellen Schriftsätze herunterladen und zur Kenntnis nehmen können.
Ein Antrag kann dann elektronisch eingereicht werden, sofern der elektronische Rechtsverkehr zugelassen ist und hierfür elektronische Postfächer der Gerichte eingerichtet und rechtlich bestimmt sind. Nach § 130a Abs. 3 ZPO ist ein Dokument elektronisch rechtswirksam eingereicht, sobald die für den Empfang bestimmte Einrichtung des Gerichts es aufgezeichnet hat. Beachtlich kann ein Antrag allerdings erst dann sein, wenn er der Gegenseite zugegangen ist. Dabei kommt es bei elektronischem Versand auf den Zeitpunkt der Speicherung und nicht den des späteren Ausdrucks an. Mit der Verordnungsermächtigung wird der Handlungsspielraum eröffnet, die für den Empfang bestimmte Einrichtung rechtlich zu bestimmen. Damit besteht zugleich normativ die Möglichkeit, für mehrere Gerichte einen zentralen Server zur Verfügung zu stellen, der dann „die für den Empfang bestimmte Einrichtung des Gerichts“ ist. Da die Zentralisierung nicht zu Lasten der Parteien gehen darf, kommt es für den Eingangszeitpunkt nicht darauf an, wann das Gericht das Dokument auf seine eigene Datenverarbeitungsanlage herunterlädt.
Das Gesetz beschränkt sich mit der Zulassung elektronischer Anträge nicht auf die ZPO:
- In Beschwerdeverfahren nach der Grundbuchordnung, § 81 Abs. 4 Satz 1 GBO, dem Gesetz über die Angelegenheiten der freiwilligen Gerichtsbarkeit, § 21 Abs. 2 Satz 2 FGG, und nach der Schiffsregisterordnung, § 89 Abs. 4 Satz 1 SchRegO kann die Einreichung elektronischer Dokumente zugelassen werden.
- Für das Handelsregister ist seit 2007 die elektronische Einreichung durch das Gesetz über elektronische Handelsregister und Genossenschaftsregister sowie das Unternehmensregister (EHUG), BGBl. I 2006, S. 2553, zwingend vorgeschrieben. Das Gesetz setzt die EU-Richtlinie SLIM IV um und sieht im Handelsregister zwingend elektronische Registerführung vor.
- Im Strafverfahren ist es ebenfalls möglich, elektronische Dokumente bei Gericht und Staatsanwaltschaft zuzulassen (§ 41a StPO). Gleiches gilt im Bereich der Ordnungswidrigkeiten gemäß § 110a OWiG, wobei das Dokument auch in diesen Bereichen jeweils mit einer qualifizierten elektronischen Signatur versehen werden muss. Daneben (§ 110a Abs. 1 Satz 2 OWiG, § 41a Abs. 1 S. 2 StPO) kann per Rechtsverordnung auch ein anderes sicheres Verfahren zugelassen werden, das die Authentizität und die Integrität des übermittelten Dokuments sicherstellt.
- Auch für die Fachgerichtsbarkeiten enthalten die Verfahrensordnungen dem § 130a ZPO ähnliche Vorschriften, die das Einreichen elektronischer Anträge normativ grundsätzlich ermöglichen (§ 55a VwGO für die Verwaltungsgerichtsbarkeit, § 65a SGG für die Sozialgerichtsbarkeit und § 52a FGO für die Finanzgerichtsbarkeit, § 46b ArbGG für die Arbeitsgerichtsbarkeit).

In allen Bereichen muss der elektronische Zugang konkret erst durch eine Rechtsverordnung eröffnet werden.
Eine rechtliche Besonderheit bietet seit Dezember 2008 § 690 Abs. 3 S. 2 ZPO (BGBl. I 2007, S. 2840) für die Einreichung von Mahnanträgen: Wird der Mahnantrag von einem Anwalt oder einer registrierten Person nach § 10 Abs. 1 S. 1 Nr. 1 des Rechtsdienstleistungsgesetzes gestellt, darf er nur noch in zugelassener maschinell lesbarer Form an das Mahngericht übermittelt werden – neben der Übermittlung zugelassener Datenträger und dem sogenannten Barcodeantrag (der nicht in allen Ländern eingeführt ist) ist dies in erster Linie der Online-Mahnantrag über das Elektronische Gerichts- und Verwaltungspostfach.
Der Gesetzgeber hat damit in weiten Bereichen der Zuständigkeit der Justiz in Deutschland grundsätzlich die Möglichkeit eröffnet, elektronische Anträge einzureichen. Ob die Möglichkeiten dem Rechtsanwender auch praktisch zur Verfügung stehen, hängt davon ab, ob und inwieweit die Verordnungsermächtigungen genutzt wurden und werden.
Durch das Gesetz zur Förderung des elektronischen Rechtsverkehrs mit den Gerichten vom 10. Oktober 2013 (BGBl. I S. 3786) wird mit Wirkung vom 1. Januar 2018 der elektronische Rechtsverkehr für Gerichte im Bereich des Zivilprozesses, im Familienverfahren und bei den meisten Fachgerichtsbarkeiten durch eine Änderung der Zivilprozessordnung eingeführt. Die Teilnahme am elektronischen Rechtsverkehr ist grundsätzlich verpflichtend, gilt stufenweise für die Gerichte und berufsmäßige Prozessbeteiligte wie etwa Rechtsanwälte. Die einzelnen Bundesländer können bestimmen, dass die Verpflichtung früher („Opt-in“) oder später („Opt-out“) eintritt.

## Zulässigkeit elektronischen Rechtsverkehrs bei den Gerichten und Staatsanwaltschaften des Bundes und der Länder
Die folgende Auflistung (Stand: Mai 2011) gibt einen Überblick über die gültigen Regelungen zum elektronischen Rechtsverkehr in Deutschland.
- Bund: Verordnung über den elektronischen Rechtsverkehr beim Bundesgerichtshof und Bundespatentgericht (BGBl. 2007 I S. 2130); Zulassung für ZPO-Verfahren, Revisionsstrafsachen (nur für GBA), FGG-, GBO-, PatG-, MarkenG-, Gebrauchsmustergesetzsachen beim BGH, Patent-, Gebrauchsmuster- und Markensachen beim BPatG.
- Bund: Verordnung zur Einführung der elektronischen Aktenführung und zur Erweiterung des elektronischen Rechtsverkehrs bei dem Patentamt, dem Patentgericht und dem Bundesgerichtshof (BGBl. 2010 I S. 83); Zulassung elektronischer Aktenführung und Klarstellung zur Notwendigkeit einer qualifizierten elektronischen Signatur.
- Bund: Verordnung über den elektronischen Rechtsverkehr beim Bundesarbeitsgericht (BGBl. 2006 I S. 519); umfassende Zulassung beim BArbG.
- Bund: Verordnung über den elektronischen Rechtsverkehr beim Bundessozialgericht (BGBl. 2006 I S. 3219); umfassende Zulassung beim BSozG.
- Bund: Verordnung über den elektronischen Rechtsverkehr beim Bundesverwaltungsgericht und beim Bundesfinanzhof (BGBl. 2004 I S. 3091); umfassende Zulassung bei beiden Bundesgerichten.
- Baden-Württemberg: Verordnung des JM über den elektronischen Rechtsverkehr GBl. 2006, S. 393, Anlage in der Fassung der VO GVBl. 2008, S. 405; Zulassung für Registerverfahren, vor allem Handelsregister bei den dafür zuständigen Amtsgerichten sowie für Zivilverfahren bei den Landgerichten Stuttgart und Freiburg.
- Bayern: Verordnung über den elektronischen Rechtsverkehr und elektronisches Verfahren (E-Rechtsverkehrsverordnung – ERVV) GVBl. 2006, S. 1084; Zulassung nur für Registerverfahren, vor allem Handelsregister, bei den dafür zuständigen Amtsgerichten sowie bei dem OLG München für Angelegenheiten des elektronischen Abrufverfahrens im Grundbuch und im Handelsregister.
- Brandenburg: Verordnung über den elektronischen Rechtsverkehr im Land Brandenburg GVBl. II, S. 558, zuletzt geändert durch VO GVBl. II, S. 425; Zulassung in Registerverfahren, vor allem Handelsregister; Zulassung bei allen Amts- und Landgerichten im Zivilprozess und im FGG-Beschwerdeverfahren sowie bei allen Fachgerichten (mit Ausnahme des OVG Berlin-Brandenburg) einschließlich aller Arbeitsgerichte.
- Berlin: Verordnung über den elektronischen Rechtsverkehr mit der Justiz GVBl. 2006, S. 1183 Zulassung bei den Amtsgerichten nur für Registerverfahren bei dem AG Charlottenburg, insbes. Handelsregister; umfassende Zulassung bei dem FG und dem LSG Berlin-Brandenburg.
- Bremen: Verordnung über den elektronischen Rechtsverkehr im Land Bremen Brem. GBl. 2006, S. 548; umfassende Zulassung des elRV mit Ausnahme des LSG.
- Hamburg: Kurzübersicht der Internetbekanntgabe zum elektronischen Rechtsverkehr im Land Hamburg HmbGVBl. 2008, S. 51 (immer noch aktuell, Stand 12/2016, vgl. http://justiz.hamburg.de/erv-hamburg/1388218/elektronischer-rechtsverkehr/); Zulassung bei den Amtsgerichten nur bei dem für Registerverfahren, vor allem Handelsregister, zuständigen AG und bei dem FG Hamburg
- Hessen: Verordnung über den elektronischen Rechtsverkehr bei hessischen Gerichten und Staatsanwaltschaften GVBl. 2007, S. 699 umfassende Zulassung des elRV bei allen Gerichten und Staatsanwaltschaften, einschließlich der Arbeitsgerichtsbarkeit.
- Mecklenburg-Vorpommern: Verordnung über den elektronischen Rechtsverkehr in Mecklenburg-Vorpommern (ERVVO M-V) GVBl. 2009, S. 53; Zulassung bei den Amtsgerichten nur bei den für Registerverfahren, vor allem Handelsregister, zuständigen Amtsgerichten.
- Niedersachsen: Verordnung über den elektronischen Rechtsverkehr in Registersachen (ERVVO-Register) Nds. GVBl. 2007, S. 134; Zulassung bei den Amtsgerichten nur für Registerverfahren, insbes. Handelsregister, bei den dafür zuständigen AGs; pilothaft aufgrund VO GVBl. 2006, 247 in bestimmten Familiensachen des AG Westerstede.
- Nordrhein-Westfalen: Verordnung über die elektronische Registerführung und die Zuständigkeit der Amtsgerichte in Nordrhein-Westfalen in Registersachen (Elektronische Registerverordnung Amtsgerichte – ERegister-VO) GVBl. NRW 2006, S. 606; Zulassung bei den Amtsgerichten nur bei den für Registerverfahren, vor allem Handelsregister, zuständigen AGs; zusätzlich aufgrund VO GV 2005 NRW S. 693, geändert durch VO GVBl. 2008, S. 542 pilothaft in Scheidungsverfahren bei dem AG Olpe. Verordnung über den elektronischen Rechtsverkehr bei den Arbeitsgerichten im Lande Nordrhein-Westfalen vom 2. Mai 2013 (GV. NRW. S. 250), zuletzt geändert durch VO vom 15. Mai 2014 (GV. NRW. S. 320): Bei den Landesarbeitsgerichten Düsseldorf, Hamm und Köln, den Arbeitsgerichten Aachen, Arnsberg, Bielefeld, Bocholt, Bochum, Bonn, Detmold, Dortmund, Duisburg, Düsseldorf, Essen, Gelsenkirchen, Hagen, Hamm, Herford, Herne, Iserlohn, Köln, Krefeld, Minden, Mönchengladbach, Münster, Oberhausen, Paderborn, Rheine, Siegburg, Siegen, Solingen, Wesel und Wuppertal können in allen Verfahrensarten elektronische Dokumente eingereicht werden.
- Rheinland-Pfalz: Landesverordnung über den elektronischen Rechtsverkehr mit den für die Führung der Handels-, Genossenschafts- und Partnerschaftsregister zuständigen Amtsgerichten in der Fassung der ÄnderungsVO GVBl. 2007, S. 94; Zulassung bei den Amtsgerichten nur für Registerverfahren, insbes. Handelsregister.
- Rheinland-Pfalz: Landesverordnung über den elektronischen Rechtsverkehr mit den öffentlich-rechtlichen Fachgerichtsbarkeiten GVBl. 2008, S. 33; Zulassung für alle Verfahren der Verwaltungs-, Sozial- und Finanzgerichte.
- Saarland: Verordnung für den elektronischen Rechtsverkehr mit Gerichten und Staatsanwaltschaften im Saarland Amtsbl. 2006, S. 2237, zuletzt geändert durch die Verordnung vom 22. September 2015, Amtsbl. S. 686; Zulassung bei den Amtsgerichten bei dem für Registerverfahren, vor allem Handelsregister, zuständigen AG Saarbrücken sowie dem Oberverwaltungsgericht des Saarlandes und dem Verwaltungsgericht des Saarlandes für alle Verfahren.
- Sachsen-Anhalt: Verordnung über den elektronischen Rechtsverkehr bei den Gerichten und Staatsanwaltschaften des Landes Sachsen-Anhalt (ERVVO LSA) GVBl. 2007, S. 330, Anlage in der Fassung der VO GVBl. 2009, S. 44; Zulassung bei den Amtsgerichten nur bei dem für Registerverfahren, vor allem Handelsregister, zuständigen AG Stendal; Zulassung bei dem VG Magdeburg sowie dem OVG.
- Sachsen: Sächsische E-Justizverordnung (SächsEJustizVO) in der Fassung der Bekanntmachung vom 23. April 2014 (SächsGVBl. S. 294), zuletzt geändert durch die Verordnung vom 2. Januar 2015 (SächsGVBl. S. 6); die Einreichung elektronischer Dokumente ist möglich bei folgenden Gerichten: Amtsgerichte Aue, Auerbach, Bautzen, Borna, Chemnitz, Dippoldiswalde, Döbeln, Dresden, Eilenburg, Freiberg, Görlitz, Grimma, Hohenstein-Ernstthal, Hoyerswerda, Kamenz, Leipzig, Marienberg, Meißen, Pirna, Plauen, Riesa, Torgau, Weißwasser, Zittau, Zwickau, Arbeitsgerichte Bautzen, Chemnitz, Dresden, Leipzig, Zwickau, Landgerichte Chemnitz, Dresden, Görlitz, Leipzig, Zwickau, Oberlandesgericht Dresden, Sächsisches Finanzgericht, Sächsisches Landesarbeitsgericht, Sächsisches Landessozialgericht, Sächsisches Oberverwaltungsgericht, Sozialgerichte Chemnitz, Dresden, Leipzig, Verwaltungsgerichte Chemnitz, Dresden, Leipzig. (Anlage 1 SächsEJustizVO)
- Schleswig-Holstein: Landesverordnung über den elektronischen Rechtsverkehr mit den Gerichten und Staatsanwaltschaften GVOBl. 2006, S. 361; Zulassung bei den Amtsgerichten nur für Registerverfahren, vor allem Handelsregister, zuständigen AGs Flensburg, Kiel, Lübeck und Pinneberg; Zulassung für alle Verfahren der Arbeitsgerichtsbarkeit.
- Thüringen: Thüringer Verordnung über den elektronischen Rechtsverkehr (ThprER-VOO) GVBl. 2006, S. 560; Zulassung nur bei dem für Registerverfahren, vor allem Handelsregister, zuständigen AG Jena.

## Technische Umsetzung
Professionelle Einreicher können neben dem Elektronischen Gerichts- und Verwaltungspostfach auch fachspezifische Anwendungen wie das besondere elektronische Anwaltspostfach (beA), das besondere Behördenpostfach (beBPo) oder das besondere Notarpostfach (beN) nutzen. Inzwischen ist auch der Einsatz von De-Mail zulässig. Für Privatpersonen, die z. B. nur eine Gesellschafterliste zum Registergericht einreichen müssen, ist dies eine vergleichsweise komfortable Lösung, da in dem Fall weder die Installation kostenpflichtiger Software noch eine qualifizierte elektronische Signatur erforderlich ist.
Anträge auf Erlass eines Mahn- bzw. Vollstreckungsbescheides können bei den zentralen Mahngerichten des jeweiligen Bundeslandes online gestellt werden.
Das Gemeinsame Fachverfahren für die Justiz (GeFa) soll die Aktenführung in der ordentlichen Gerichtsbarkeit einschließlich der Staatsanwaltschaften sowie der Fachgerichtsbarkeiten vereinheitlichen, um das Kostensenkungspotenzial der Digitalisierung zu nutzen.

## Probleme und höchstrichterliche Rechtsprechung
Die Nutzung des elektronischen Rechtsverkehrs kann auf mehreren Wegen angegangen werden: Die isolierte, von der Anwalts- oder Notarfachanwendung losgelöste Einführung des elektronischen Rechtsverkehrs geschieht über den Download der von Bund und Ländern angebotenen Software, in der Regel des „Elektronischen Gerichts- und Verwaltungspostfachs“ (EGVP), der über www.EGVP.de oder www.justiz.de, dem Justizportal des Bundes und der Länder aufzufinden ist. Die Schwierigkeit hierbei liegt zum einen in möglichen Unverträglichkeiten mit der von der Software vorgefundenen Umgebung auf dem Kanzleirechner, die zu Installations- und Betriebsproblemen führen kann. Hilfe lässt sich über eine Hotline erreichen. Zum anderen wird dem eher ungeübten PC-Nutzer der Transfer von Dateien aus dem Dateiverzeichnis der Kanzlei in die zu versendende Nachricht unhandlich vorkommen.
Gemeinsam ist allen Möglichkeiten die Problematik der qualifizierten elektronischen Signatur: Nach den Verordnungen des Bundes und der Länder ist es allerdings erforderlich, Nachrichten im elektronischen Rechtsverkehr mit der qualifizierten elektronischen Signatur zu versehen, die samt Zertifikat auf einer handelsüblichen Chipkarte auf dem Markt erworben werden muss (Kosten für drei Jahre Gültigkeit liegen für Kartenlesegerät, Signaturkarte und Zertifikat zwischen 120 und 160 Euro.).
Im Bereich der Signaturen hat die Rechtsprechung einige praxisrelevante Entscheidungen getroffen:

### Einreichung ohne Signatur beim BFH
Der Bundesfinanzhof hatte bereits zweimal darüber zu entscheiden, ob ein ohne Signatur eingegangener bestimmender Schriftsatz wirksam sein kann (BFH, Urteil vom 26. Oktober 2006, V R 40/05, sowie Beschluss vom 30. März 2009, II B 168/08). Im ersteren Falle geschah die Übermittlung per E-Mail, im zweiten über das EGVP, jedoch ohne Signatur. Der BFH hielt die Übermittlung in beiden Fällen für wirksam, weil der Verordnunggeber es bislang versäumt habe, die qualifizierte elektronische Signatur zwingend vorzuschreiben, wie dies § 52a Abs. 1 S. 3 FGO seit dem Justizkommunikationsgesetz im Gegensatz zu dem bis 2005 gültigen § 77a FGO ermöglicht. Wiewohl die Lektüre der Verordnung über den elektronischen Rechtsverkehr beim Bundesverwaltungsgericht und beim Bundesfinanzhof, BGBl. I 2004, 3091 durch mühelose Auslegung die Feststellung ermöglicht, dass der Verordnungsgeber sehr wohl die qualifizierte elektronische Signatur vorschreiben wollte, ist dem BFH zuzugeben, dass die Verordnung aus dem Jahr 2004 nicht auf die erst 2005 ergangene Ermächtigungsgrundlage gestützt werden kann. Ob allerdings die Verordnung tatsächlich der Änderung bedarf, ist eine Frage, deren Antwort sich an der Problematik festmacht, ob für Schriftsätze und Anträge überhaupt Schriftform im Sinne notwendiger eigenhändiger Unterschrift vorgeschrieben ist: Nach § 52a Abs. 1 S. 3 FGO sei die Signatur zwingend vorzuschreiben für Dokumente, die einem schriftlich zu unterzeichnenden Schriftstück gleichstehen. Im Gegensatz zu der Entscheidung aus dem Jahr 2006 lässt der BFH im Leitsatz der Entscheidung von 2009 erkennen, dass er dies offenbar bejahen würde: Er hält die elektronische Übermittlung an das EGVP des BFH für „derzeit“ zulässig ohne qualifizierte elektronische Signatur.

### Übermittlung per E-Mail
Eine Einreichung von Schriftstücken über E-Mail, über Kurznachrichtendienste oder über soziale Netzwerke, erfüllt die Voraussetzungen des Elektronischen Rechtsverkehrs nicht und ist damit unwirksam, wenn Schriftform vorgeschrieben ist.
Der Bundesgerichtshof hatte sich bereits zweimal mit der Frage zu befassen, ob ein per E-Mail übermittelter Schriftsatz wirksam bei Gericht eingegangen ist (BGH, Beschluss vom 15. Juli 2008, X ZB 8/08, sowie Beschluss vom 4. Dezember 2008, IX ZB 41/08; im Anschluss an den Beschluss vom 15. Juli 2008 auch Brandenburgisches Oberlandesgericht, Urteil vom 27. November 2008, 5 U 179/07).
Im ersten Falle übermittelte eine Kanzlei eine Berufungsbegründung wegen Versagen des Telefaxes als im Original unterschriebene Scanversion (PDF), die sodann von der Servicekraft des Gerichtes auf deren eigenem, hierfür der Kanzlei der Adresse nach bekanntgegebenen dienstlichen E-Mail-Account empfangen, ausgedruckt und in der Papierversion in den Geschäftsgang gegeben wurde. Der BGH vermittelt in dieser Entscheidung den Eindruck, als sei E-Mailing ein problemlos zulässiger Zugangsweg zur Justiz – Vorsicht! Zutreffend legt der BGH dar, dass ein unterschrieben gescanntes, später ausgedrucktes Dokument die Anforderungen an die Schriftform erfülle – konsequent seit der Telegramm-Rechtsprechung des Reichsgerichts. Kommt ein solches Dokument ausgedruckt in den Geschäftsgang und wird bearbeitet, dürfte es in der Tat als zugegangen anzusehen sein. Der BGH problematisiert nicht die Frage, ob der Zugangsweg über den bekanntgegebenen Namensaccount denn auch ein von der Justizverwaltung freigegebener und damit auch mit Annahmebereitschaft autorisierter Zugang war – schließlich „hängte“ die Bedienstete der Serviceeinheit den „Briefkasten“ selbst auf, in dem sie die Adressierung preisgab.
Die zweite Entscheidung des BGH befasste sich mit der Fallgestaltung, dass eine E-Mail mit dem Schriftsatz kurz vor, das Fax kurz nach Fristablauf bei Gericht einging. In dieser Entscheidung stellt der BGH klar, dass das E-Mail als solche eindeutig der Vorschrift des § 130a ZPO unterfällt, es sich also – jenseits des Ausdrucks wie im ersten Falle – klar um elektronischen Rechtsverkehr handele, der seiner konkreten Zulassung durch Rechtsverordnung bedürfe. Da E-Mailing nicht zugelassen war (und eben kein Ausdruck in den Geschäftsgang gebracht worden war!), behandelte der BGH den Zugang als unwirksam.
Die zweite Entscheidung des BGH rückt die Frage nach der Wirksamkeit von Einreichungen per E-Mail ins rechte Licht: Schriftformbedürftige bestimmende Schriftsätze und Anträge dürfen nur auf dem zugelassenen Weg elektronisch eingereicht werden. Mit den Verordnungen über den elektronischen Rechtsverkehr haben sich Bund und Länder auf legaldefinierte elektronische Eingangswege für schriftformbedürftige Nachrichten über das Internet festgelegt und konkludent das „normale“ E-Mailing als zulässigen Eingangsweg aus dem Internet ausgeschlossen.
Der Leitsatz der zweiten Entscheidung des BGH lautet zutreffend: „Ein elektronisches Dokument (E-Mail) wahrt nicht die für bestimmende Schriftsätze vorgeschriebene Schriftform.“
In einer neueren Entscheidung vom 14. Januar 2010, VII ZB 112/08 erwähnt der BGH en passant erneut die Einreichung per E-Mail – in Verkennung der Abhängigkeit des Übermittlungsweges von der jeweiligen Zulassung durch die Verordnungen des Bundes und der Länder, stellt aber klar, dass es sich bei § 130a Abs. 1 Satz 2 ZPO für bestimmende Schriftsätze nicht nur um eine Ordnungsvorschrift handelt: Elektronisch eingereichte Schriftsätze müssen mit einer qualifizierten elektronischen Signatur versehen sein.
Seit einer Änderung des § 158 Abs. 2 StPO, durch die das Schriftformerfordernis entfiel, ist seit 17. Juli 2024 ein Strafantrag auch elektronisch durch E-Mail möglich, wenn die Identität und der Verfolgungswille der antragstellenden Person sichergestellt ist, aber nicht einfach.

### Container- oder Dokumentensignatur
Nach der für die elektronische Form grundlegenden Vorschrift des § 126a BGB sowie der für den elektronisch wirksam übermittelten Schriftsatz im Prinzip für das gesamte Prozessrecht maßgeblichen Vorschrift des § 130a Abs. 1 ZPO liegt es nahe, eine 1:1-Ersetzung der eigenhändigen Unterschrift durch die elektronische Signatur anzunehmen: Dies würde in der Konsequenz die qualifizierte Signatur jeder einzelnen übermittelten Datei voraussetzen. Wiewohl dies prozessrechtlich sinnvoll erschiene, um die elektronische Unterschrift auch nur den vom „Unterzeichner“ stammenden Dokumenten zuzuordnen, ist dies im technischen Alltag elektronischen Rechtsverkehrs unpraktisch. Das Eingangssystem überprüft jede ihm angediente Signatur bislang einzeln online beim Signaturaussteller und dessen Berechtigung bei der Bundesnetzagentur. Es lässt sich leicht vorstellen, dass eine Nachricht, die etwa massenweise (gleichlautende) Antragsschriften enthält, enorm zeit- und ressourcenaufwändigen Überprüfungsaufwand erfordert, wenn jedes Dokument einzeln mit der gleichen Signatur versehen ist. Der Bundesfinanzhof hat in einem obiter dictum in seinem Urteil vom 18. Oktober 2006, XI R 22/06 ohne weiteres die Wirksamkeit der alle in der übermittelten Nachricht zusammengefassten Dokumente angenommen, wenn eine die Nachricht signierende sog. „Containersignatur“ vorliegt, weil der Sinnzusammenhang zwischen Text und Unterschrift gewahrt bleibe.
Die Entscheidung überzeugt aus praktisch-technischer Sicht, weil sich der Wille zur Unterschrift des Senders aus dem Inhalt des jeweiligen Dokumentes zwanglos durch Auslegung ermitteln lässt – Anlagen aus fremder Feder sollen eben nicht durch die Unterschrift autorisiert werden. Mittelfristig sollte das Problem allerdings technisch gelöst werden: Die Systeme des elektronischen Rechtsverkehrs sollten gleichlautende Signaturen nur ein einziges Mal prüfen.
Containersignaturen sollten letztlich keine Rechtsprobleme aufwerfen und könnten sich als „übermittlungstaktisch“ praktischer darstellen. Die Containersignatur darf dann allerdings nicht von einer Kanzleikraft gesetzt werden, sondern muss von der postulationsfähigen Person, in der Regel dem Rechtsanwalt, ausgeführt werden. Der Bundesgerichtshof hat am 14. Mai 2013 unter der Geschäftsnummer VI ZB 7/13 eine einschlägige Entscheidung getroffen und dazu folgenden Leitsatz veröffentlicht: „Die im EGVP-Verfahren eingesetzte qualifizierte Container-Signatur genügt den Anforderungen des § 130a ZPO“.
Da die Container-Signatur aber bei der Ablage in einer gerichtlichen elektronischen Akte und bei der Übermittlung eines Dokuments im elektronischen Rechtsverkehr an den Verfahrensgegner erhebliche Probleme darstellen kann, haben sich Teile der juristischen Literatur gegen die Zulässigkeit der Container-Signatur ausgesprochen. Durch die Bundes-Rechtsverordnung zum elektronischen Rechtsverkehr zum 1. Januar 2018 hat der Verordnungsgeber diese Bedenken aufgegriffen und wird die Container-Signatur nicht mehr als schriftformwahrend zulassen.

### Beschränkung der Signatur
Nach dem Signaturgesetz können elektronische Signaturen, die im Grunde nur einen personen-, nicht aber funktions- oder organisationsbezogenen Beweisansatz haben, mit Zusätzen versehen werden. Es sind dies zum einen das Attribut, das eine nähere Qualifikation des Inhabers ermöglicht. Dies spielt in der Rechtspraxis derzeit nur bei Notaren eine Rolle.
Zum anderen sind dies Verwendungsbeschränkungen, die sich in der Praxis vor allem auf die monetäre Einsatzfähigkeit der Signatur beziehen. Sie beschränken finanzielle Transaktionen auf eine bestimmte Maximalhöhe. Der Bundesfinanzhof hatte sich in mehreren Entscheidungen mit der Frage auseinanderzusetzen, ob die Eintragung einer monetären Verwendungsbeschränkung Auswirkungen auf die Wirksamkeit eines elektronisch übermittelten bestimmenden Schriftsatzes haben soll und hat dies verneint, weil für die Einreichung bei Gericht alleine die Identifikationsfunktion der Signatur von Bedeutung sei (BFH, Urteil vom 18. Oktober 2006, XI R 22/06, sowie Urteil vom 19. Februar 2009, IV R 97/06).
Diese für den elektronischen Rechtsverkehr freundlichen Entscheidungen werden gewiss eines Tages an der Frage gemessen werden, ob dies auch in Fällen gelten soll, in denen zugleich mit der Einreichung Zahlungspflichten, etwa der zivilprozessuale Vorschuss, ausgelöst werden können. Monetär beschränkte Signaturkarten sollten zurückhaltend eingesetzt werden.